# Gilbert Ravanel
Gilbert Ravanel (* 27. April 1900 in Chamonix-Mont-Blanc; † 1. September 1983) war ein französischer Skispringer, Nordischer Kombinierer und Skilangläufer.
Bei den Olympischen Winterspielen 1924 in Chamonix trat Ravanel in allen drei Disziplinen an. Im Skispringen erreichte er nach Sprüngen auf 32,0 und 32,5 Metern den 22. Platz. Im Skilanglauf über 18 Kilometer kam er am Ende auf den 23. Platz. In der Nordischen Kombination erreichte er mit einem 19. Platz im Skispringen und einem 13. Platz im Skilanglauf am Ende den 18. Platz im Einzelwettbewerb.
Die Nachfahren von Ravanel betreiben noch heute in Chamonix ein Sportgeschäft. Außerdem wurde der Place Gilbert Ravanel in Chamonix nach Ravanel benannt.